# 柳澤武
柳澤 武（やなぎさわ たけし、1975年 - ）は、日本の法学者。専門は労働法。名城大学法学部教授。学位は、博士（法学）。福岡県出身。

## 略歴
- 1975年 福岡県に生まれる
- 1998年 3月に九州大学法学部を卒業
- 2000年 九州大学大学院法学研究科 修士課程 修了
- 2000年 日本学術振興会　特別研究員
- 2003年 九州大学大学院 法学研究院 助手
- 2004年 九州大学より博士（法学）の学位を受く（学位論文「雇用における年齢差別の法理」）
- 2004年 名城大学法学部専任講師
- 2007年 名城大学法学部准教授
- 2014年 名城大学法学部教授

## 人物・特色
- 九州大学在学中は、野田進に師事する。雇用差別というテーマに取り組み、アメリカ法を中心とした比較法研究の業績が多い。
- 日本労働法学会第114回大会では、大シンポジウム「労働法におけるセーフティネットの再構築―最低賃金と雇用保険を中心として―」の「最低賃金法の再検討――安全網としての機能」を担当した。

## 役職
- 名城大学法学部教授

## 著書

### 単著
- 『雇用における年齢差別の法理』（成文堂、ISBN 978-4792332204、2006年）

### 共著
- 石松亮二・平川亮一・宮崎鎮雄・山下昇・柳澤武『現代労働法[四訂版]』（中央経済社、ISBN 978-4502940903、2006年）
- 清正寛・菊池高志編『労働法エッセンシャル[第4版]』柳澤武「第4章　雇用と平等」（有斐閣、ISBN 978-4641183230、2005年）
- 野田進・柳澤武・山下昇・野川 忍『解雇と退職の法務』（商事法務、ISBN 978-4785719647、2012年）

## 論文
- 「雇用における年齢差別禁止法理の変容　―アメリカ年齢差別禁止法の下におけるインパクト法理―」（九大法学81号546頁、2001年）
- 「賃金コストを理由とする解雇・採用拒否と年齢差別　――アメリカADEAにおける判例法理を手がかりに――」（季刊労働法201号172頁、2002年）
- 「人事採用における資格過剰（overqualified）と年齢差別の成否――アイルランドとアメリカの調停・裁判例を素材に――」（名城法学54巻1・2合併号1頁、2004年）
- 「新しい高年齢雇用安定法制」（ジュリスト1282号112頁、2005年）
- 「高齢化と年功序列制度の崩壊　― 日本型雇用社会の将来像とは？―」（総合学術研究論文集5号109頁、2006年）
- 「新しい雇用対策法制――人口減少社会における年齢差別の禁止」（季刊労働法218号110頁、2007年）
- 「最低賃金法の再検討――安全網としての機能」（日本労働法学会誌111号11頁、2008年）
- 「アメリカ復興・再投資法（ARRA）による雇用政策」（世界の労働59巻7号30頁、2009年）
- 「遺伝子情報による雇用差別――2008年アメリカGINA制定」（名城法学60巻別冊224頁、2010年）
- 「新しい継続雇用制度――高年齢者雇用安定法改正後の法的課題」（労働法律旬報1788号6頁、2013年）
- 「雇用対策法10条（年齢制限禁止規定）の意義と効果」（日本労働研究雑誌642号23頁、2014年）
- 「整理解雇法理における人選基準の法的意義」（法政研究82巻2・3合併号769頁、2015年）

## 受賞
- 平成19年度冲永賞（図書）（『雇用における年齢差別の法理』）2008年